# OK Go
OK Go is een Amerikaanse band waarvan een aantal videoclips virale video's werden via YouTube.
De band kreeg wereldwijde bekendheid door creatieve videoclips, waarvan enkele in een enkel shot werden opgenomen.
In de videoclip uit 2006 voor de single Here It Goes Again wordt de choreografie uitgevoerd op acht in tegengestelde richting opgestelde loopbanden. Dit filmpje werd heel snel populair, was na zes dagen al een miljoen keer bekeken en leverde een Grammy Award en een YouTube Video Award op. Op de tweede video voor This Too Shall Pass (2010) wordt gebruikgemaakt van een Rube Goldbergmachine. End Love werd voorzien van een stop-motionvideo die in de buitenlucht werd opgenomen in meer dan een etmaal. In de video van White Knuckles werd de choreografie behalve door de bandleden uitgevoerd door een dozijn asielhonden. Een 3D-versie van deze clip werd toegevoegd aan een update voor de Nintendo 3DS. De video voor Last Leaf is een animatie getekend op geroosterd brood. In 2011 werd een videoclip gemaakt met de Muppets.

## Bezetting
- Damian Kulash: zang, gitaar
- Tim Nordwind: basgitaar
- Dan Konopka: drums
- Andy Ross: gitaar, keyboards

## Discografie
| Titel            | Vrijgegeven | Tracks | Label           |
| ---------------- | ----------- | --- | --------------- |
| Oh No            | 8/30/2005   | 1. Invincible 2. Do What You Want 3. Here It Goes Again 4. A Good Idea at the Time 5. Oh Lately It's So Quiet 6. It's a Disaster 7. A Million Ways 8. No Sign of Life 9. Let It Rain 10. Crash the Party 11. Television, Television 12. Maybe, This Time 13. The House Wins | Capitol Records |
| Do What You Want | 6/14/2005   | 1. Do What You Want 2. Invincible 3. The Lovecats | Capitol Records |
| OK Go            | 9/17/2002   | 1. Get Over It 2. Don't Ask Me 3. You're So Damn Hot 4. What to Do 5. 1000 Miles per Hour 6. Shortly Before the End 7. Return 8. There's a Fire 9. C-C-C-Cinnamon Lips 10. The Fix Is In 11. Hello, My Treacherous Friends 12. Bye Bye Baby                                 | Capitol Records |
| OKGoCD.001       | Zomer 2000  | 1. Bye Bye Baby 2. We Dug a Hole 3. It's Tough to Have a Crush... |                 |
| OKGoCD.002       | Zomer 2000  | 1. Hello, My Treacherous Friends 2. What to Do 3. Ant Music (Adam Ant) |                 |